# 敦賀観光バス
敦賀観光バス（つるがかんこうバス）は、福井県敦賀市に本社を置くバス事業者。滋賀交通グループ。

## 路線
敦賀市・敦賀観光協会からの委託を受けて、ぐるっと敦賀周遊バスを運行している。なお、観光ルートは土曜・日曜・祝日に限り、［］の停留所を経由しない便も運行する。
- 観光ルート

敦賀駅 → 氣比神宮 → キッズパークつるが → 博物館通り → ［金崎宮 → ］金ヶ崎緑地 → 赤レンガ倉庫 → ［松原海岸 → 松原神社 → お魚通り → ］大鳥居 → 敦賀駅
- ショッピングルート

敦賀駅 → 日本海さかな街 → ニューサンピア敦賀 → 敦賀駅
敦賀駅 → あっとほうむ → リラ・ポート → 小牧かまぼこ → 敦賀駅

「ニューサンピア敦賀経由」と「リラ・ポート経由」を交互に運行する。なお、リラ・ポート経由の便は2022年7月31日まで昆布館も経由したが、同日の運行をもって停留所が廃止された（ヤマトタカハシ 敦賀昆布館は同年5月31日をもって閉館）。